# Istigobius nigroocellatus
Istigobius nigroocellatus és una espècie de peix de la família dels gòbids i de l'ordre dels perciformes. Va ser descrit el 1873 per Albert Günther.
Els adults poden assolir els 6,5 cm de longitud total. Es troba a Austràlia (Queensland, Austràlia Occidental i Territori del Nord), les Filipines, Papua Nova Guinea, Nova Caledònia, la Samoa Nord-americana, Salomó i Japó.